# Alpro

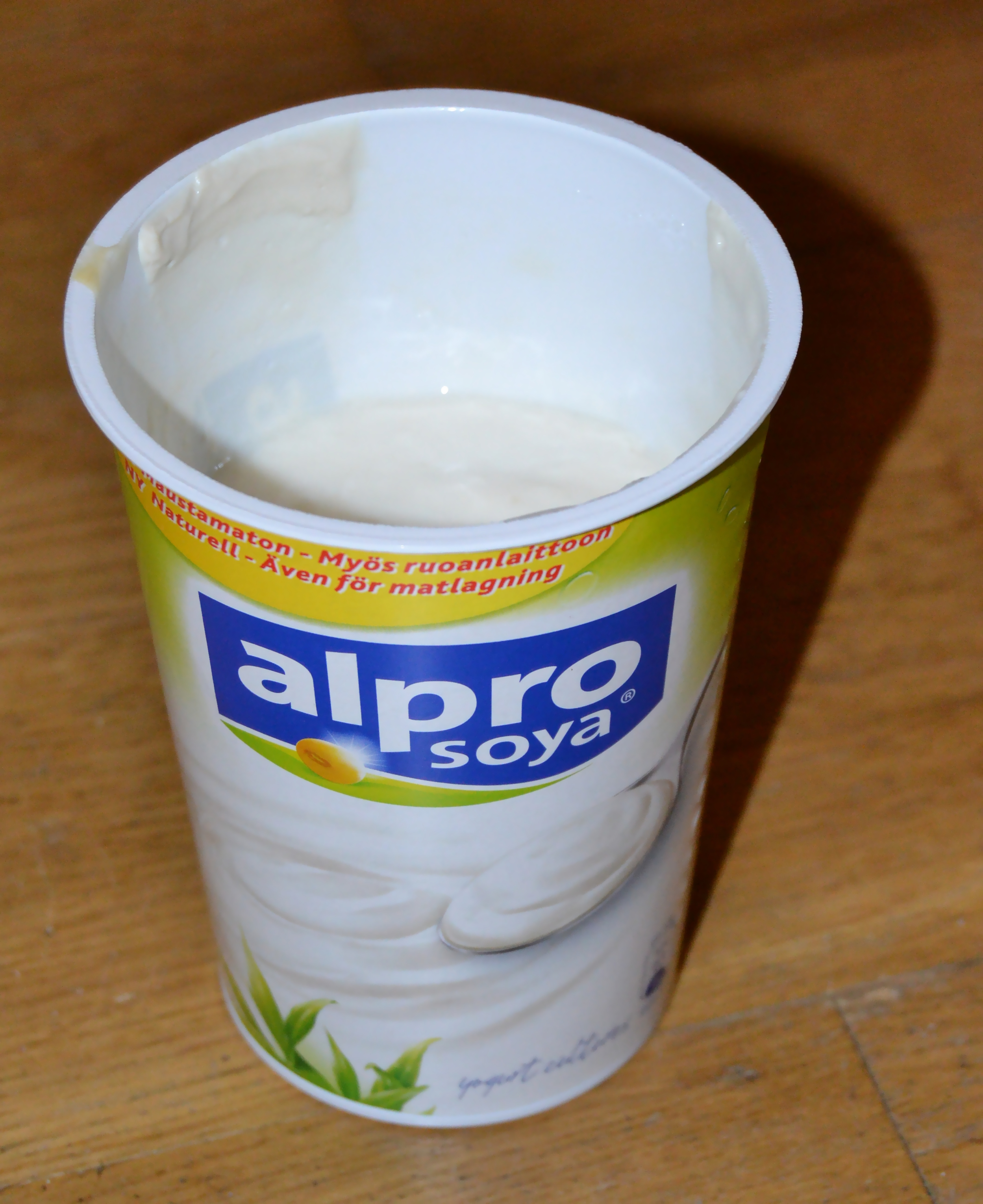
Yogur Alpro Soya.

Alpro es una compañía belga que comercializa productos basados en soja no modificada genéticamente, orgánica y no orgánica.
Fue fundada en 1980, como una rama del Vandemoortele Group. La compañía tiene base en Bélgica, pero se ha ido expandiendo hacia el oeste de Europa, lo que ha significado nuevas plantas o fusiones. Construyó una nueva planta de leche de soja en Kettering en 2000.
La compañía distribuye una serie de productos vegetarianos / veganos basados en la soja bajo dos diferentes ramas, Alpro Soya y Provamel.
Ejemplos de sus productos son la leche, yogures y postres basados en la soja.
Recientemente, la leche de soja Alpro fue puntuada como una de las mejores, cuando fue evaluada por la prestigiosa Stiftung Warentest alemana.